# Руджеро Леонкавалло
Рудже́ро Леонкавалло (італ. Ruggero Leoncavallo; 23 квітня 1857, Неаполь — 9 серпня 1919, Монтекатіні) — італійський композитор.
Учився в консерваторії в Неаполі в Л. Россі за класом композиції і в Б. Чезі за класом фортепіано. В 1878 закінчив літературне відділення Болонського університету.
У своїй творчості дотримувався принципів оперного веризму. Автор більш ніж 20 опер. Найпопулярніша його опера — «Паяци» (лібретто Леонкавалло, 1892, театр «Далечінь Верме», Мілан), яка разом із «Сільською честю» П'єтро Масканьї є еталоном веристської опери.
Також знамениті його опери
- «Богема» (1897; один із варіантів перекладу — «Життя Латинського кварталу»),
- «Заза» (1900).

Автор оперети «Королева троянд» (1912),
- балету «Життя маріонетки», романсів, фортепіанних творів.